# Reformierte Kirche (Borkum)

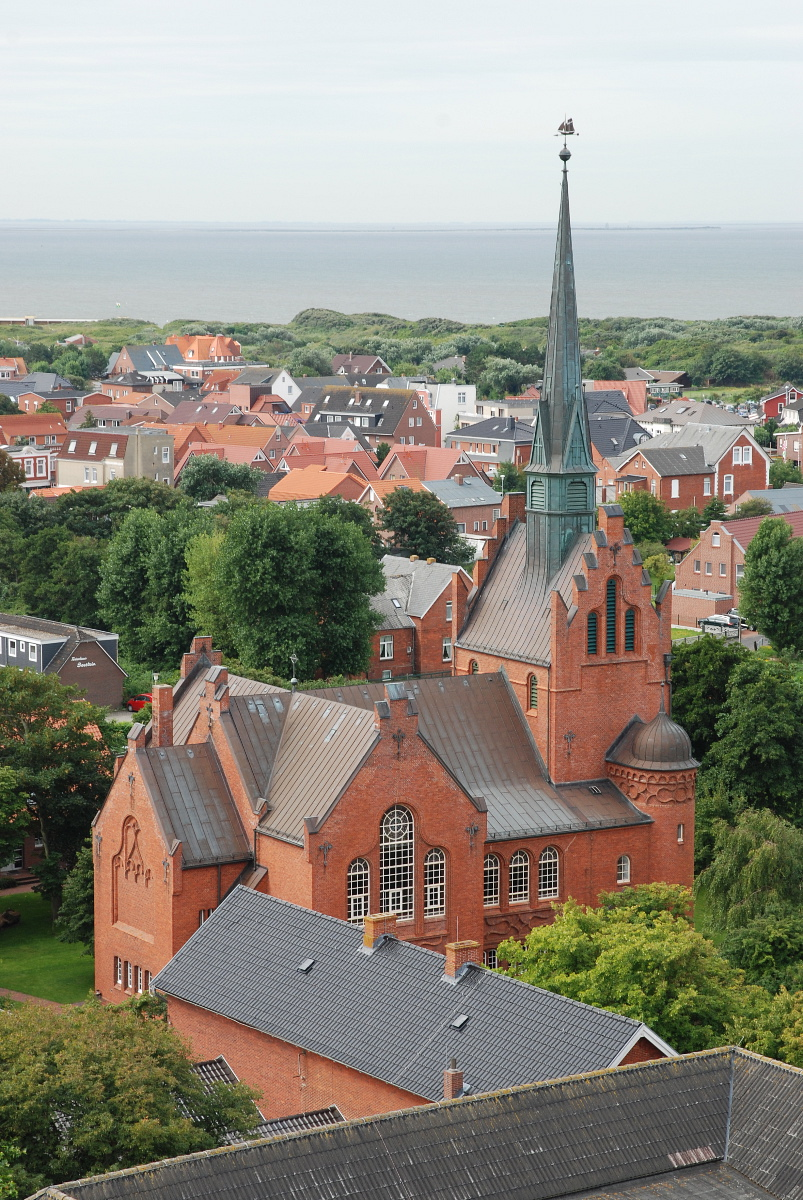
Reformierte Kirche von Nordosten

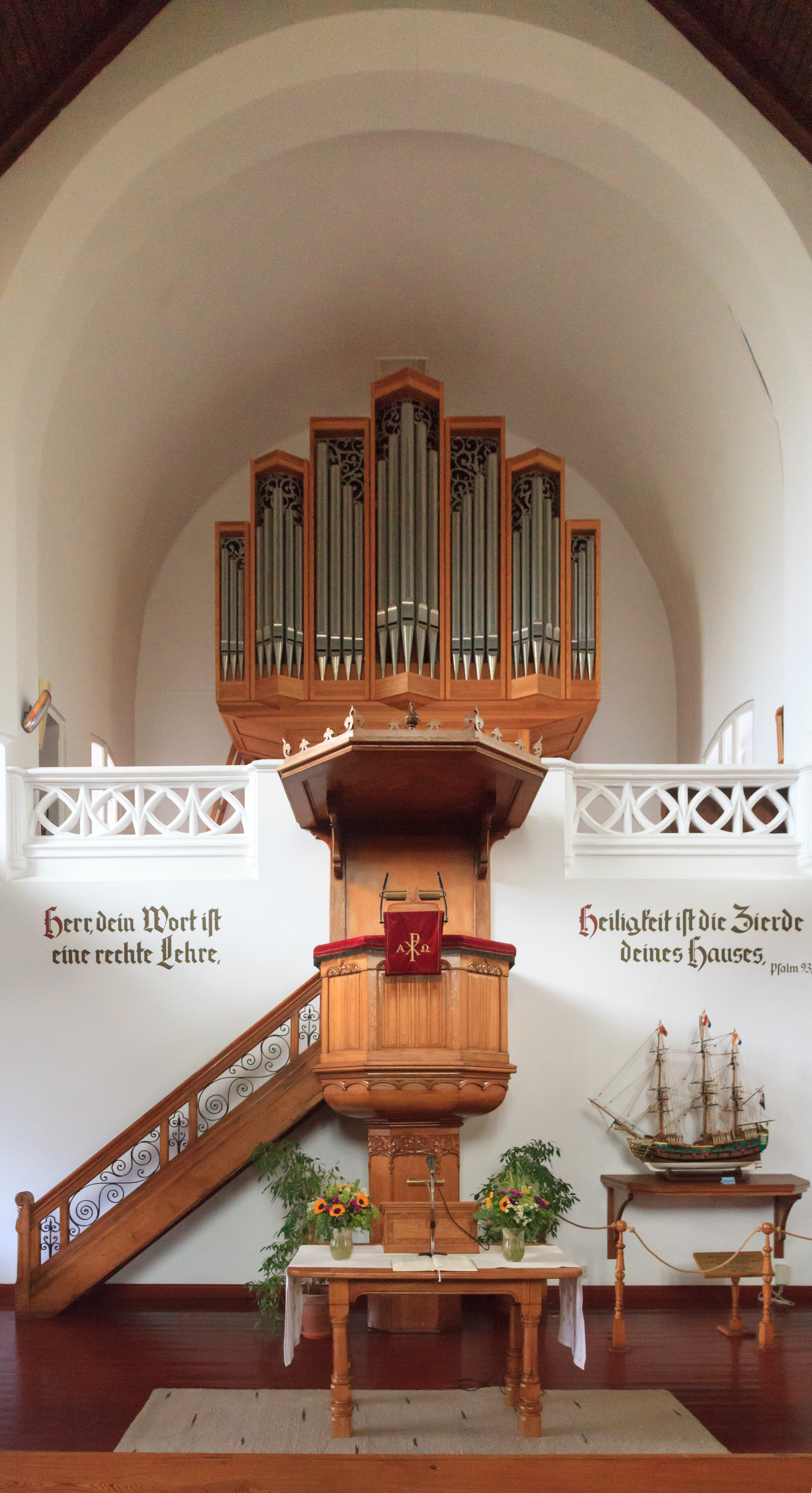
Innenraum mit Kanzel und Orgel

Die Reformierte Kirche auf der Insel Borkum ist eine historische Kirche in Ostfriesland. Die Kirche wurde von 1896 bis 1897 in historistischem Stil erbaut und verschmilzt Elemente des Jugendstils und der Neugotik. Sie ist die einzige evangelisch-reformierte Inselkirche in Ostfriesland.

## Geschichte
Die Kirche hatte mindestens drei Vorgängerbauten. Als erster evangelischer Pastor der Inselgemeinde ist Gatelt Adden im Jahr 1536 nachweisbar. Das erste evangelische Gotteshaus wurde um 1550 errichtet. 1576 ließ die Stadt Emden neben dieser Kirche den heute so genannten Alten Leuchtturm als Tagesseezeichen für die Schiffe, die in die Ems einlaufen wollten, errichten. Zugleich diente er der Gemeinde als Glockenturm.
Im 18. Jahrhundert erlebte die Insel durch den Walfang eine Zeit des Wohlstands, der sich auch in einer 1730 errichteten, neuen Kirche ausdrückte. 1804 war diese Kirche dann durch Vernachlässigung und Witterungseinflüsse so baufällig, dass sie ersetzt werden musste.
Nachdem die neue Reede und die Borkumer Kleinbahn 1888 in Betrieb gegangen waren, und Borkum damit erstmals bequem erreicht werden konnte, weitete sich der Badebetrieb auf der Insel sehr schnell und in großem Umfang aus. Dies führte zu einem Anstieg der Bevölkerungszahl, wodurch die Kirche mit ihren rund 400 Plätzen zu klein wurde. In der Badesaison war sie zudem mit Gästen hoffnungslos überfüllt. Wohlhabende Besucher drängten auf einen Neubau und veranstalteten Sammlungen, Konzerte und Vorträge, um die dafür nötigen finanziellen Mittel aufzubringen.
Da am Alten Leuchtturm kein ausreichend großer Bauplatz vorhanden war, wurde 1896/1897 die neue Kirche etwas südwestlich, damals auf einer freien Wiese, gebaut. Baubeginn war im Mai 1896, die feierliche Grundsteinlegung fand im Juni 1896 statt. Da der Boden nicht besonders tragfähig war, mussten zunächst 10 Meter tief Pfeiler in die Erde gerammt werden, auf denen das Fundament ruht. Anschließend wurde das Gebäude nach Entwürfen des Berliner Architekten Otto March aus Backstein errichtet. Die örtliche Bauleitung übernahm Christian Voss. Nach rund 14 Monaten Bauzeit wurde die Kirche am 18. Juli 1897 eingeweiht. Insgesamt beliefen sich die Baukosten auf 124.411,49 Mark. Die ursprüngliche Schieferdeckung der Dächer wurde 1982 durch Kupferblech ersetzt, das den Witterungsbedingungen auf der Insel besser standhalten soll.
Für eine umfassende Gebäudesanierung, die ab 2019 begonnen werden soll, sind Kosten in Höhe von € 540.000 erforderlich. Die Gemeinde erhielt zu diesem Zweck € 170.000 aus dem Denkmalschutz-Sonderprogramm.

## Architektur

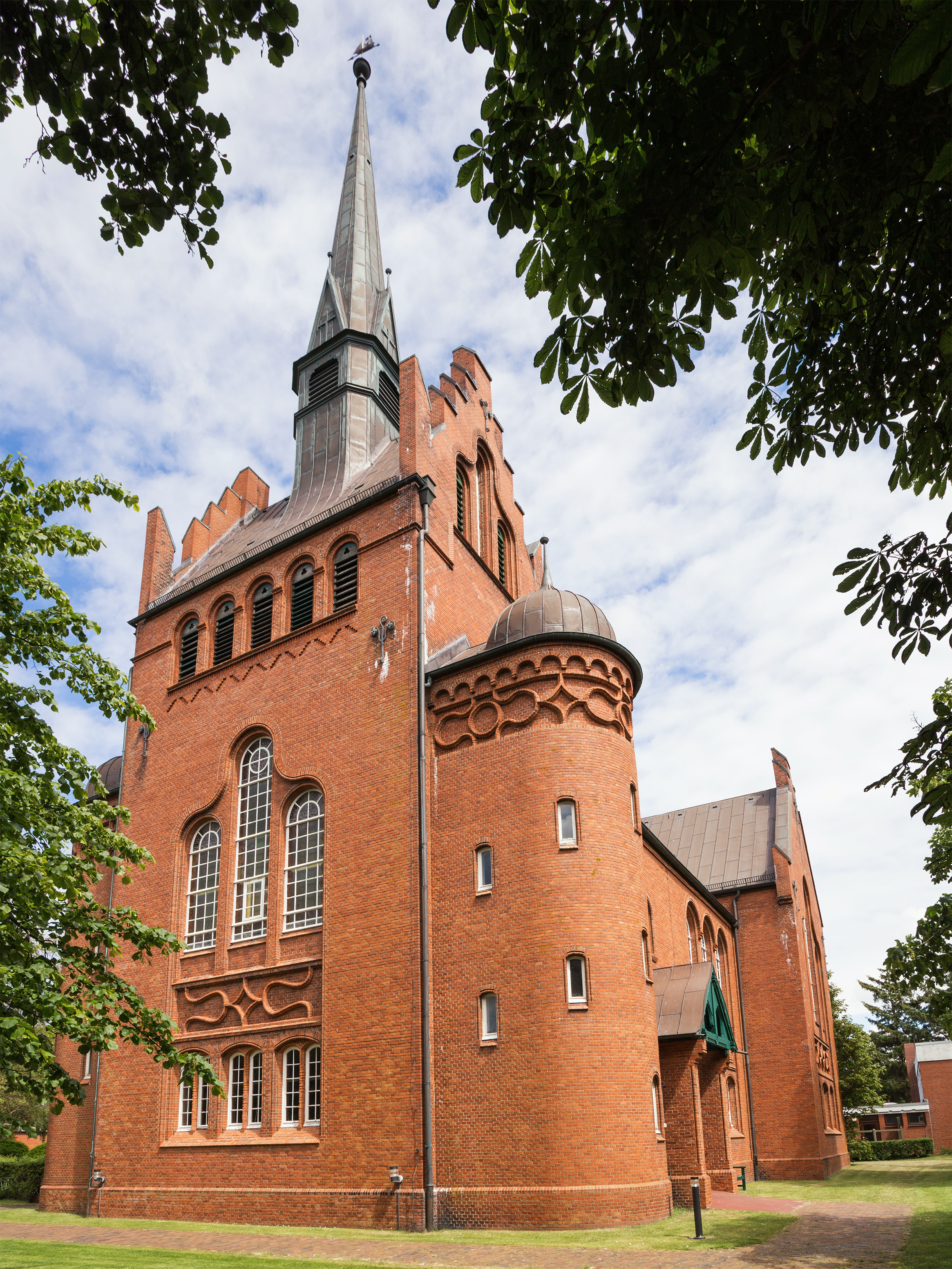
Westseite mit runden Treppentürmen

Die historistische Architektur ist – nach Aussage des Architekten – an die niederländische Backstein-Baukunst angelehnt. Stilistisch handelt es sich um eine eklektizistische Kombination aus Elementen der Gotik, der Renaissance und des Jugendstils. In Ornamenten der Innenausstattung lassen sich ebenfalls einige Elemente beginnenden Jugendstils erkennen.
Die in etwa geostete Kirche ist vom Grundriss baugleich mit der Bergkirche in Osnabrück. Der 40 m hohe Kirchturm ist in das Gebäude eingebunden. Er wird im Norden und Süden von runden Treppentürmen flankiert, die oben mit einem Motivband mit Rauten und Schlingen und einem Rundbogenfries abschließen und von einem Rundhelm bedeckt werden. Das Satteldach des Turms hat Staffelgiebel mit in einer geschwungenen Blendnische. In der Nische sind drei rundbogigen Schallöffnungen für das Geläut eingelassen, deren mittlere überhöht ist. Die imposante Westseite weist unter der Traufe fünf Schallöffnungen auf. Aus dem Satteldach erwächst der vierseitige schlanke Spitzhelm, der von einem Turmknauf und einem hart am Wind segelnden Schiff als Wetterfahne bekrönt wird.
Das Langhaus erhält durch ein Querschiff mit zwei kurzen Seitenarmen und dieselbe Firsthöhe eine Kreuzform. Hingegen ist der kurze Ostteil gegenüber dem Schiff etwas eingezogen und niedriger. Nord- und Südseite der Kirche werden durch Fenster in zwei Zonen belichtet. Das Langhaus hat im oberen Bereich drei Rundbogenfenster. Unterhalb eines Ornamentfeldes mit einer Raute unter zwei Schlingen sind drei schmale Doppelfenster mit Stichbogen in einer Nische eingelassen. In den Giebelseiten der Seitenarme sind oben drei Rundbogenfenster, von denen das mittlere überhöht ist, in einer geschwungenen Nische. Unter dem Ornamentband wieder die schmalen Stichbogenfenster: ein Drillingsfenster und zwei Zwillingsfenster. Die Westseite ist ähnlich wie die Giebelseiten des Querschiffs gestaltet, hat unten aber drei Zwillingsfenster. Hingegen hat die Ostseite unten vier Stichbogenfenster und kein Ornamentband. Dafür wird sie von einer großen geschwungenen Maßwerkblende mit Nonnenköpfen und Fischblasen beherrscht.
Im Kirchenraum und auf der Empore finden etwa 900 Menschen Platz. Der abgetrennte Gemeindesaal war früher mit Holzklappen an das Kirchenschiff angebunden. Diese konnten bei Bedarf entfernt werden, so dass zusätzlich 100 Gläubige den Gottesdienst mitfeiern konnten.

## Ausstattung

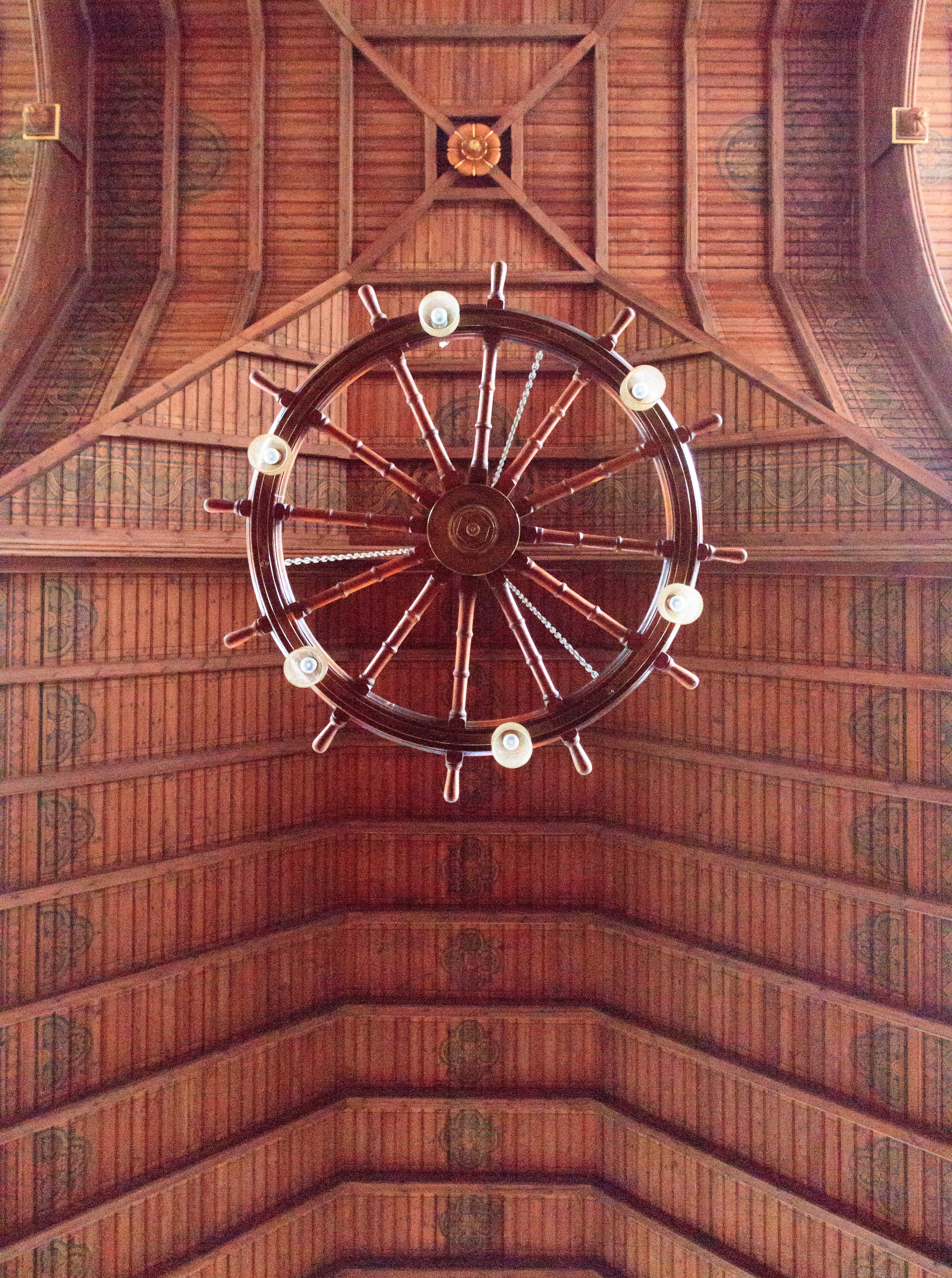
Steuerrad als Deckenleuchter

Die hölzerne Kirchenausstattung ist holzsichtig und schlicht gehalten. Die Holzdecke ist einem Schiffsboden nachempfunden. Ein Steuerrad dient als Deckenleuchter. Durch die Ausrichtung auf die zentrale Kanzel und die dreiseitig umlaufende Empore wird der Innenraum zur Predigtkirche. Die gestaffelte Empore ruht auf viereckigen Pfosten, die sich im Westteil durch die Empore ziehen und die Decke stützen. Die Nische im Ostteil über der Empore dient als Aufstellungsort für die Orgel.
Schon aus der Zeit der Vorgängerkirche, vielleicht sogar aus der Zeit um 1800, stammt das mit Kanonen bewaffnete Votivschiff, das neben der Kanzel aufgestellt ist. Die polygonale Kanzel hat profilierte Kanzelfelder und einen polygonalen Schalldeckel. Eine Inschrift mit einem Bibelvers aus Ps 93,5  ist seitlich der Kanzel angebracht. Roelof Gerrits Meyer stiftete die beiden 1754 aus Amsterdam mitgebrachten silbernen Abendmahlskelche. Von ihm stammt auch der Zaun aus Walkinnladen, der das heutige Pfarrhaus in der Wilhelm-Bakker-Straße umgibt.
Die reformierte Tradition spiegelt sich darin, dass statt des Altars vor der Kanzel ein Abendmahlstisch steht und die Kirche keine Bilder und kein Kruzifix aufweist. Auf dem Tisch liegt eine niederländische Bibel.

## Orgel

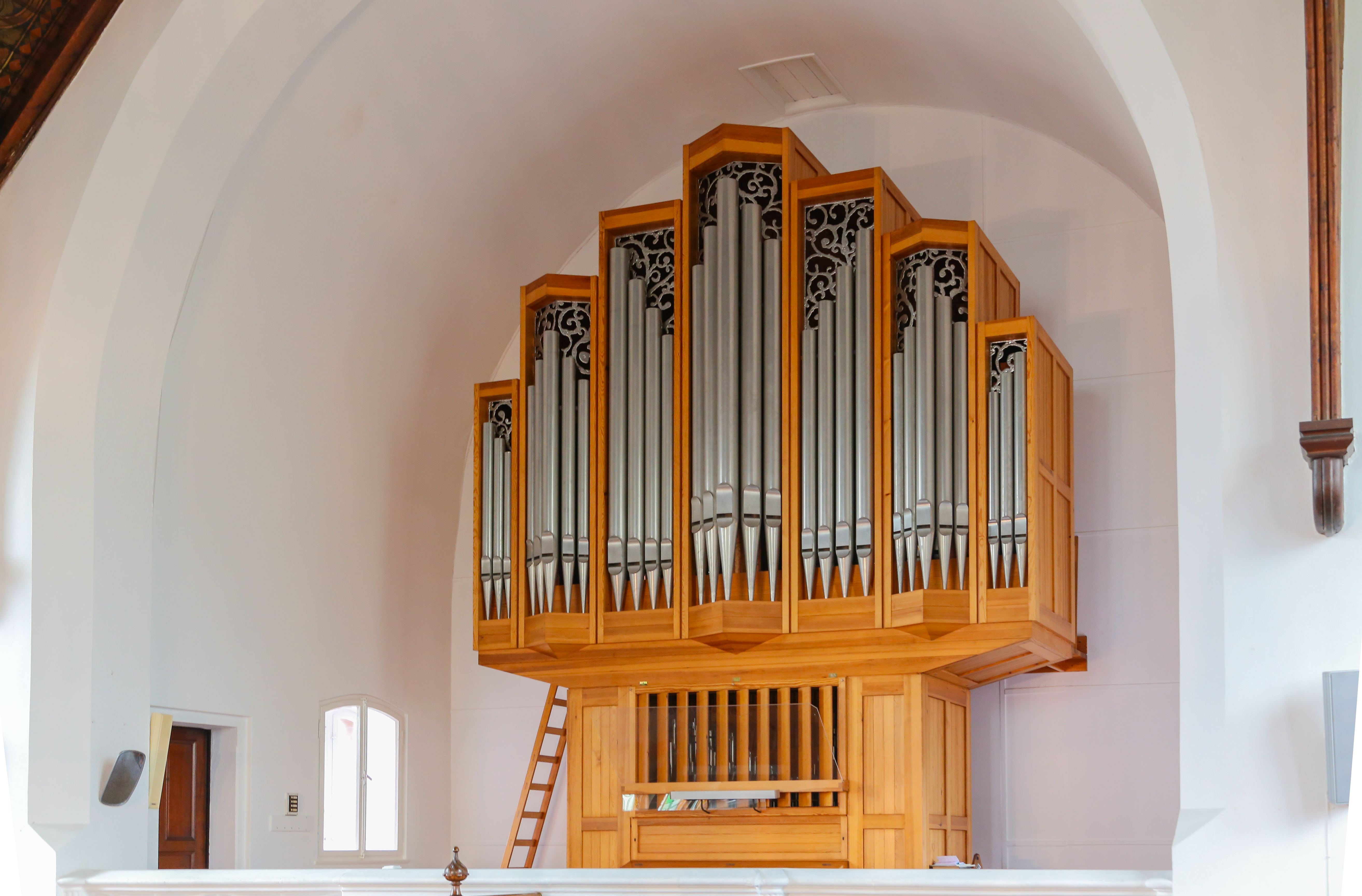
Schuke-Orgel von 1973

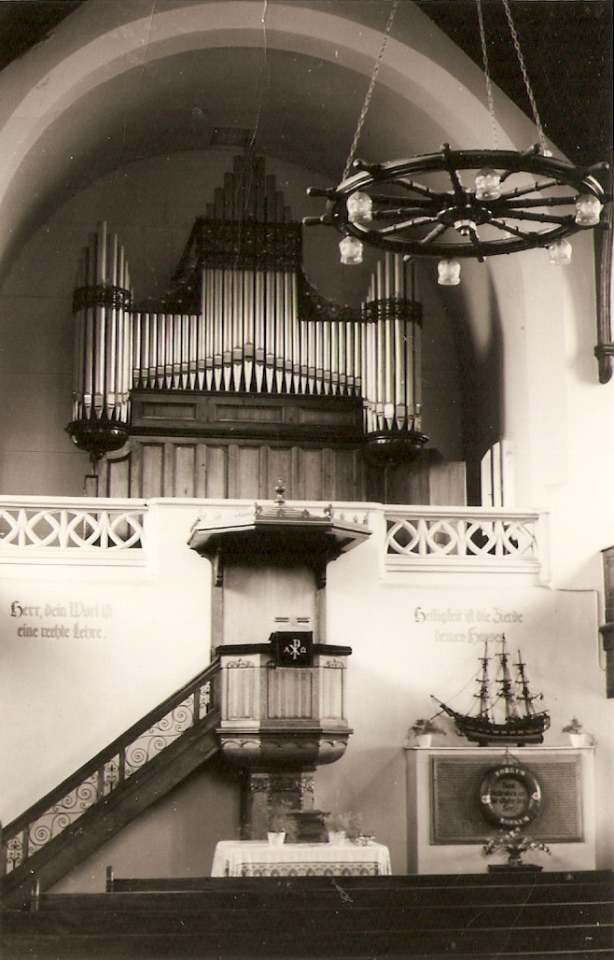
Diepenbrock-Orgel von 1900

Für die Vorgängerkirche wurde 1863 ein Harmonium zur Liedbegleitung angeschafft, das 1886 durch eine gebrauchte Hausorgel (II/P/10) ersetzt wurde. Im Zuge des Kirchenneubaus wurde das Instrument an die Berumerfehner Kirche verkauft, wo es bis 1959 seinen Dienst tat. Für die neue Kirche baute Johann Diepenbrock im Jahr 1900 seine letzte Orgel, Otto March entwarf den Prospekt. Sie hatte mechanische Kegelladen und 15 Registern, die auf zwei Manuale und Pedal verteilt waren. Im Jahr 1961 restaurierte Emanuel Kemper das Werk und baute im Pedal eine Oktave 4′ ein.
Die Berliner Werkstatt Karl Schuke baute 1973 die heutige Orgel hinter einem siebenachsigen Prospekt auf der östlichen Empore über der Kanzel ein. Das Instrument verfügt über 18 Stimmen auf zwei Manualen und Pedal und wird regelmäßig für Konzerte genutzt. Im Jahr 2005 führte Bartelt Immer eine Überholung und Umintonation der Orgel durch.
Die Disposition der Orgel lautet wie folgt:
| I Hauptwerk C–g3 |     |
| Principal        | 8′  |
| Koppelflöte      | 8′  |
| Oktave           | 4′  |
| Oktave           | 2′  |
| Mixtur IV–VI     |     |
| Dulcian          | 16′ |
| Trompete         | 8′  |

| II Unterwerk schwellbar C–g3 |    |
| Gedackt                      | 8′ |
| Principal                    | 4′ |
| Rohrflöte                    | 4′ |
| Waldflöte                    | 2′ |
| Sesquialtera II              |    |
| Scharf III                   |    |
| Vox Humana                   | 8′ |
| Tremulant                    |    |

| Pedal C–f1 |     |
| Subbaß     | 16′ |
| Oktave     | 8′  |
| Oktave     | 4′  |
| Posaune    | 16′ |

- Koppeln: II/I, I/P, II/P

## Glocken
Die ursprüngliche Bronzeglocke wog 700 kg und wurde im Ersten Weltkrieg eingeschmolzen. Unmittelbar nach Kriegsende begann auf Initiative von Pastor Immer eine Sammlung für einen Glockenfonds, für den die kleine Bronzeglocke (450 kg) als Lagermetall verkauft wurde. Im Jahre 1922 wurden dann die drei Eisenhartgussglocken bei der Firma Ulrich & Weule zum 25-jährigen Jubiläum der Kirche angeschafft, die noch heute vom Kirchturm zu hören sind. Die Schlagtöne d1, fis1 und a1 ergeben einen Dur-Dreiklang.